# S'Espartar
S'Espartar és un illot d'Eivissa, al sud-oest de Sa Conillera i de l'illa des Bosc, situat a 1,27 quilòmetres de la costa oest d'Eivissa i a 1,9 milles de la torre d'en Rovira. Té uns 875 metres de llargària i una alçada màxima de 67 metres sobre el nivell de la mar.
S'han censat 131 nombre d'espècies. El 8'40% són endèmiques i estan distribuïdes en 103 gèneres i 40 famílies. En destaca la Medicago citrina que es pot trobar només als petits illots de les Pitiüses, Cabrera i els Columbrets.